# Knapstad
Knapstad är en tidigare tätort i Indre Østfolds kommun i Østfold fylke i sydöstra Norge. Orten ligger vid fylkesväg 211, fylkesväg 1016 och den östliga linjen av Østfoldbanan, vid sidan av fylkesväg 128 och Europaväg 18, nordväst om staden Askim.
Sedan 2008 räknas bebyggelsen i orten som en del av tätorten Spydeberg.
Tidigare har orten tillhört dåvarande Hobøls kommun.